# 野村無名庵
野村 無名庵（のむら むめいあん、1888年8月23日 - 1945年5月25日）は、日本の演芸評論家。本名は元雄、または元基。

## 来歴
東京に生まれる。小学校は谷崎潤一郎と同窓だった。
東京府立第一中学校に進んだが中退した。これは生家の没落が原因という。医者の書生などをしたのち、3代目古今亭今輔に弟子入りする。その後、日本演芸通信社に入社して、演芸記事や新作落語などを手がけた。
講談落語協会顧問を務めていた1940年、協会が「時局にふさわしくない落語演目の自粛」を打ち出した際に、対象となる演目（禁演落語）の選定を中心となっておこなったとされる。
晩年は小石川区武島町（現・文京区水道）に居住し、警防団長だった。1945年5月25日の東京大空襲（山の手大空襲）の際には町内の消火や町民の避難活動に当たっていたが、自宅に火が及んだため御真影を運び出したところに焼夷弾が落ちて死亡した。

## 著書
- 『海防時代捕物帖』新正堂、1942年
- 『剣禅無刀流』協栄出版社、1943年
- 『落語通談』高松書房、1943年（中公文庫、1982年10月）
- 『本朝話人伝』協栄出版社、1944年（中公文庫、1983年）
- 『荒木又右衛門』大日本雄辯會講談社〈産報文庫〉、1944年9月
- 『大岡政談』大日本雄辯會講談社〈産報文庫〉、1945年2月